# 2012-es GP3 spanyol nagydíj
A 2012-es GP3 spanyol nagydíj volt a 2012-es GP3 szezon első versenye, amelyet 2012. május 11. és május 13. között rendeztek meg a spanyolországi Circuit de Catalunyán, Barcelonában.

## Időmérő
| Helyezés | Rajtszám | Versenyző              | Csapat                  | Idő        | Rajthely |
| -------- | -------- | ---------------------- | ----------------------- | ---------- | -------- |
| 1        | 27       | António Félix da Costa | Carlin                  | 1:38.642   | 1        |
| 2        | 2        | Conor Daly             | Lotus GP                | 1:38.720   | 2        |
| 3        | 3        | Aaro Vainio            | Lotus GP                | 1:38.732   | 3        |
| 4        | 4        | Mitch Evans            | MW Arden                | 1:38.835   | 4        |
| 5        | 14       | Marlon Stöckinger      | Status Grand Prix       | 1:38.867   | 5        |
| 6        | 9        | Tio Ellinas            | Marussia Manor Racing   | 1:38.894   | 16*      |
| 7        | 1        | Daniel Abt             | Lotus GP                | 1:38.945   | 6        |
| 8        | 21       | Patric Niederhauser    | Jenzer Motorsport       | 1:38.988   | 7        |
| 9        | 6        | Matias Laine           | MW Arden                | 1:39.151   | 8        |
| 10       | 7        | Dmitry Suranovich      | Marussia Manor Racing   | 1:39.164   | 9        |
| 11       | 5        | David Fumanelli        | MW Arden                | 1:39.175   | 10       |
| 12       | 29       | Kiss Pál Tamás         | Atech CRS Grand Prix    | 1:39.201   | 11       |
| 13       | 26       | Alex Brundle           | Carlin                  | 1:39.228   | 12       |
| 14       | 28       | William Buller         | Carlin                  | 1:39.512   | 13       |
| 15       | 20       | Robert Visoiu          | Jenzer Motorsport       | 1:39.553   | 14       |
| 16       | 15       | Kotaro Sakurai         | Status Grand Prix       | 1:39.701   | 15       |
| 17       | 24       | Antonio Spavone        | Trident Racing          | 1:39.932   | 17       |
| 18       | 16       | Alice Powell           | Status Grand Prix       | 1:40.002   | 18       |
| 19       | 8        | Fabiano Machado        | Marussia Manor Racing   | 1:40.278   | 19       |
| 20       | 30       | John Wartique          | Atech CRS Grand Prix    | 1:40.578   | 20       |
| 21       | 31       | Ethan Ringel           | Atech CRS Grand Prix    | 1:40.640   | 21       |
| 22       | 22       | Jakub Klášterka        | Jenzer Motorsport       | 1:41.053   | 22       |
| 23       | 19       | Robert Cregan          | Ocean Racing Technology | 1:41.112   | 23       |
| 24       | 18       | Carmen Jordá           | Ocean Racing Technology | 1:42.066   | 24       |
| 25       | 23       | Vicky Piria            | Trident Racing          | 1:43.509   | 25*      |
| 26       | 17       | Kevin Ceccon           | Ocean Racing Technology | idő nélkül | 26       |
| Forrás:  |          |                        |                         |            |          |

Megjegyzés:

* — Tio Ellinas és Vicky Piria 10 helyes rajtbüntetést kaptak, mert az időmérőn figyelmen kívül hagyták a sárgazászlós figyelmeztetést. Piria rajthelye nem változott, mert Kevin Ceccon nem tett meg mért kört.

## Első verseny
| Helyezés                                                                        | Rajtszám | Versenyző              | Csapat                  | Futott kör | Idő/Kiesés oka | Rajthely | Pont      |
| ------------------------------------------------------------------------------- | -------- | ---------------------- | ----------------------- | ---------- | -------------- | -------- | --------- |
| 1                                                                               | 4        | Mitch Evans            | MW Arden                | 16         | 28:38.738      | 4        | 25        |
| 2                                                                               | 14       | Marlon Stöckinger      | Status Grand Prix       | 16         | +2.609         | 5        | 18        |
| 3                                                                               | 3        | Aaro Vainio            | Lotus GP                | 16         | +4.594         | 3        | 15        |
| 4                                                                               | 21       | Patric Niederhauser    | Jenzer Motorsport       | 16         | +5.071         | 7        | 14 (12+2) |
| 5                                                                               | 6        | Matias Laine           | MW Arden                | 16         | +6.284         | 8        | 10        |
| 6                                                                               | 2        | Conor Daly             | Lotus GP                | 16         | +6.941         | 2        | 8         |
| 7                                                                               | 9        | Tio Ellinas            | Marussia Manor Racing   | 16         | +7.419         | 16       | 6         |
| 8                                                                               | 20       | Robert Visoiu          | Jenzer Motorsport       | 16         | +10.102        | 14       | 4         |
| 9                                                                               | 5        | David Fumanelli        | MW Arden                | 16         | +11.046        | 10       | 2         |
| 10                                                                              | 26       | Alex Brundle           | Carlin                  | 16         | +11.291        | 12       | 1         |
| 11                                                                              | 7        | Dmitry Suranovich      | Marussia Manor Racing   | 16         | +15.105        | 9        |           |
| 12                                                                              | 29       | Kiss Pál Tamás         | Atech CRS Grand Prix    | 16         | +15.752        | 11       |           |
| 13                                                                              | 1        | Daniel Abt             | Lotus GP                | 16         | +16.231        | 6        |           |
| 14                                                                              | 27       | António Félix da Costa | Carlin                  | 16         | +16.577        | 1        | 4         |
| 15                                                                              | 19       | Robert Cregan          | Ocean Racing Technology | 16         | +17.132        | 23       |           |
| 16                                                                              | 8        | Fabiano Machado        | Marussia Manor Racing   | 16         | +17.775        | 19       |           |
| 17                                                                              | 24       | Antonio Spavone        | Trident Racing          | 16         | +18.284        | 17       |           |
| 18                                                                              | 15       | Kotaro Sakurai         | Status Grand Prix       | 16         | +19.087        | 15       |           |
| 19                                                                              | 22       | Jakub Klášterka        | Jenzer Motorsport       | 16         | +19.626        | 22       |           |
| 20                                                                              | 18       | Carmen Jordá           | Ocean Racing Technology | 16         | +22.224        | 24       |           |
| 21                                                                              | 30       | John Wartique          | Atech CRS Grand Prix    | 16         | +23.070        | 20       |           |
| 22                                                                              | 23       | Vicky Piria            | Trident Racing          | 16         | +32.897        | 25       |           |
| 23                                                                              | 28       | William Buller         | Carlin                  | 16         | +46.346        | 13       |           |
| Ki                                                                              | 17       | Kevin Ceccon           | Ocean Racing Technology | 7          |                | 26       |           |
| Ki                                                                              | 31       | Ethan Ringel           | Atech CRS Grand Prix    | 0          |                | 21       |           |
| Ki                                                                              | 16       | Alice Powell           | Status Grand Prix       | 0          |                | 18       |           |
| Leggyorsabb kör: Patric Niederhauser (Jenzer Motorsport) – 1:41,440 (5. körben) |          |                        |                         |            |                |          |           |
| Forrás:                                                                         |          |                        |                         |            |                |          |           |

## Második verseny
| Helyezés                                                                       | Rajtszám | Versenyző              | Csapat                  | Futott kör | Idő/Kiesés oka | Rajthely | Pont |
| ------------------------------------------------------------------------------ | -------- | ---------------------- | ----------------------- | ---------- | -------------- | -------- | ---- |
| 1                                                                              | 2        | Conor Daly             | Lotus GP                | 16         | 27:21.043      | 3        | 15   |
| 2                                                                              | 20       | Robert Visoiu          | Jenzer Motorsport       | 16         | +3.265         | 1        | 12   |
| 3                                                                              | 6        | Matias Laine           | MW Arden                | 16         | +4.168         | 4        | 10   |
| 4                                                                              | 3        | Aaro Vainio            | Lotus GP                | 16         | +4.877         | 6        | 8    |
| 5                                                                              | 21       | Patric Niederhauser    | Jenzer Motorsport       | 16         | +5.669         | 5        | 6    |
| 6                                                                              | 27       | António Félix da Costa | Carlin                  | 16         | +8.688         | 14       | 4    |
| 7                                                                              | 1        | Daniel Abt             | Lotus GP                | 16         | +9.341         | 13       | 2    |
| 8                                                                              | 26       | Alex Brundle           | Carlin                  | 16         | +9.833         | 10       | 1    |
| 9                                                                              | 28       | William Buller         | Carlin                  | 16         | +12.090        | 23       |      |
| 10                                                                             | 17       | Kevin Ceccon           | Ocean Racing Technology | 16         | +12.401        | 23       | 2    |
| 11                                                                             | 16       | Alice Powell           | Status Grand Prix       | 16         | +13.664        | 26       |      |
| 12                                                                             | 15       | Kotaro Sakurai         | Status Grand Prix       | 16         | +16.703        | 18       |      |
| 13                                                                             | 30       | John Wartique          | Atech CRS Grand Prix    | 16         | +21.703        | 21       |      |
| 14                                                                             | 22       | Jakub Klášterka        | Jenzer Motorsport       | 16         | +25.550        | 19       |      |
| 15                                                                             | 9        | Tio Ellinas            | Marussia Manor Racing   | 16         | +28.133        | 2        |      |
| 16                                                                             | 23       | Vicky Piria            | Trident Racing          | 16         | +31.239        | 22       |      |
| 17                                                                             | 5        | David Fumanelli        | MW Arden                | 16         | +31.608        | 9        |      |
| 18                                                                             | 31       | Ethan Ringel           | Atech CRS Grand Prix    | 16         | +37.862        | 25       |      |
| 19                                                                             | 14       | Marlon Stöckinger      | Status Grand Prix       | 16         | +38.449        | 7        |      |
| 20                                                                             | 4        | Mitch Evans            | ATECH CRS               | 16         | +51.421        | 8        |      |
| 21                                                                             | 18       | Carmen Jordá           | Ocean Racing Technology | 16         | +1:16.560      | 20       |      |
| Ki                                                                             | 8        | Fabiano Machado        | Marussia Manor Racing   | 12         |                | 16       |      |
| Ki                                                                             | 29       | Kiss Pál Tamás         | Atech CRS Grand Prix    | 0          |                | 12       |      |
| Ki                                                                             | 19       | Robert Cregan          | Ocean Racing Technology | 0          |                | 15       |      |
| Ki                                                                             | 7        | Dmitry Suranovich      | Marussia Manor Racing   | 0          |                | 11       |      |
| Ki                                                                             | 24       | Antonio Spavone        | Trident Racing          | 0          |                | 24       |      |
| Leggyorsabb kör: Kevin Ceccon (Ocean Racing Technology) – 1:40,619 (7. körben) |          |                        |                         |            |                |          |      |
| Forrás:                                                                        |          |                        |                         |            |                |          |      |

## Külső hivatkozás
- GP3 széria hivatalos honlapja - Végeredmény